# Ушаковка (Ульяновська область)
Ушаковка (рос. Ушаковка) — присілок в Бариському районі Ульяновської області Російської Федерації.
Населення становить 137 осіб. Входить до складу муніципального утворення Жадовське міське поселення.

## Історія
Від 2004 року входить до складу муніципального утворення Жадовське міське поселення.

## Населення
| 2010 |
| ---- |
| 137  |